# Leichtathletik-Weltmeisterschaften 2019/Teilnehmer (Burundi)
| Gelbes Symbol für Goldmedaillen mit stilisierten Olympischen Ringen | Graues Symbol für Silbermedaillen mit stilisierten Olympischen Ringen | Braundes Symbol für Bronzemedaillen mit stilisierten Olympischen Ringen |
| ------------------------------------------------------------------- | --------------------------------------------------------------------- | ----------------------------------------------------------------------- |
| —                                                                   | —                                                                     | —                                                                       |

Der Leichtathletikverband von Burundi nahm an den Leichtathletik-Weltmeisterschaften 2019 in Doha teilnehmen. Sechs Athleten wurden vom burundischen Verband nominiert.

## Ergebnisse

### Frauen

#### Laufdisziplinen
| Athletin          | Disziplin | Vorlauf      | Vorlauf | Halbfinale | Halbfinale | Finale | Finale |
| Athletin          | Disziplin | Zeit         | Platz   | Zeit       | Platz      | Zeit   | Platz  |
| ----------------- | --------- | ------------ | ------- | ---------- | ---------- | ------ | ------ |
| Cavaline Nahimana | 5.000 m   | 16:25,82 min | 26      |            |            | DNQ    | DNQ    |
| Elvanie Nimbona   | Marathon  |              |         |            |            | DNF    | DNF    |

### Männer

#### Laufdisziplinen
| Athlet                 | Disziplin | Vorlauf | Vorlauf | Halbfinale | Halbfinale | Finale          | Finale |
| Athlet                 | Disziplin | Zeit    | Platz   | Zeit       | Platz      | Zeit            | Platz  |
| ---------------------- | --------- | ------- | ------- | ---------- | ---------- | --------------- | ------ |
| Rodrigue Kwizera       | 10.000 m  |         |         |            |            | 28:21,92 min PB | 16     |
| Thierry Ndikumwenayo   | 10.000 m  |         |         |            |            | DNF             | DNF    |
| Onesphore Nzikwinkunda | 10.000 m  |         |         |            |            | 29:11,50 min    | 18     |
| Olivier Irabaruta      | Marathon  |         |         |            |            | DNF             | DNF    |